# تویکتا
تویکتا (به لاتین: Tuyekta) یک منطقهٔ مسکونی در روسیه است که در جمهوری آلتای واقع شده‌است.